# Eldorado FM
Eldorado FM, kurz EFM, sind eine vierköpfige Schweizer Rapformation. Ihren Durchbruch hatten sie 2015 mit ihrem Album Luke mir si di Vater.

## Geschichte
Die zwei Berner der Crew, Dezmond Dez und Tommy Vercetti, sind seit ihren Jugendjahren enge Freunde und haben zusammen als Glanton Gang 2013 ein gleichnamiges Album produziert. Als vierköpfige Gruppe haben EFM fünf Mixtapes aufgenommen, jedes erlangte mehr Beachtung und führte zu grösserer Bekanntheit.

## Mitglieder
- Manillio
- Dezmond Dez
- CBN
- Tommy Vercetti

## Diskografie
Alben
- Luke mir si di Vater (2015)

Mixtapes
- EFM1: Geilheit (2008)
- EFM2: B. Ü. M. C. (2009)
- EFM3: Summernachtstroum (2010)
- EFM4: Stadt Unter (2011)
- EFM5: Bugarach Beach (2012)